# Barbara Broccoli
Barbara Dana Broccoli (Los Angeles, 18 giugno 1960) è una produttrice cinematografica statunitense.
È la figlia di Albert R. Broccoli, storico produttore dei film di James Bond e fondatore della casa di produzione cinematografica EON Productions. Dopo la scomparsa del padre, Barbara ha preso il suo posto diventando insieme al fratellastro Michael G. Wilson produttrice dei film della serie.

## Biografia
Broccoli nacque a Los Angeles, figlia del produttore dei film di James Bond Albert R. "Cubby" Broccoli (morto nel 1996) e dell'attrice Dana Broccoli (nata Dana Natol). Fu educata a Londra e frequentò la scuola di Lady Eden a Kensington. Broccoli si è laureata presso la Loyola Marymount University a Los Angeles, dove ha studiato cinema e comunicazione televisiva.
Ha cominciato a lavorare sui set della serie James Bond a soli 22 anni come assistente alla regia per il 13° Bond-movie della serie: Octopussy - Operazione piovra. Nel 2024 Barbara Broccoli e il fratellastro Michael G. Wilson vengono insigniti del Premio Oscar alla memoria Irving G. Thalberg per i loro grandi meriti produttivi nel campo della cinematografia e il loro contributo all'industria del cinema.

## Filmografia

### Assistente alla regia
- Octopussy - Operazione piovra (1983)
- Agente 007 - Bersaglio mobile (1985)

### Produttrice associata
- Agente 007 - Zona pericolo (1987)
- Agente 007 - Vendetta privata  (1989)

### Produttrice
- GoldenEye, regia di Martin Campbell (1995)
- Il domani non muore mai (Tomorrow Never Dies), regia di Roger Spottiswoode (1997)
- Il mondo non basta (The World Is Not Enough), regia di Michael Apted (1999)
- La morte può attendere (Die Another Day), regia di Lee Tamahori (2002)
- Casino Royale, regia di Martin Campbell (2006)
- Quantum of Solace, regia di Marc Forster (2008)
- Skyfall, regia di Sam Mendes (2012)
- Spectre, regia di Sam Mendes (2015)
- Le stelle non si spengono a Liverpool (Film Stars Don't Die in Liverpool), regia di Paul McGuigan (2017)
- Nancy, regia di Christina Choe (2018)
- The Rhythm Section, regia di Reed Morano (2020)
- No Time to Die, regia di Cary Fukunaga (2021)